# Кавказька армія (Російська імперія)
Кавказька армія (Кав. А, рос. Кавказская армия) — загальновійськове оперативне об'єднання з'єднань, частин Російської імператорської армії під час Першої світової війни.

## Склад
На кінець 1917 року армія мала у своєму складі:
- I Кавказький армійський корпус
- IV Кавказький армійський корпус
- V Кавказький армійський корпус
- VI Кавказький армійський корпус
- VII Кавказький армійський корпус
- II Туркестанський армійський корпус
- Кавказький кавалерійський корпус

## У складі
- Кавказький військовий округ (липень 1914 — квітень 1917);
- Кавказький фронт (квітень 1917 — травень 1918).

## Командувачі
- липень 1914-24.01.1915 — генерал від інфантерії Мишлаєвський Олександр Захарович;
- 24.01.1915-03.03.1917 — генерал від інфантерії Юденич Микола Миколайович;
- 03.04.1917-11.09.1917 — генерал від інфантерії Пржевальський Михайло Олексійович;
- 05.06.1917-16.06.1917 — генерал від кавалерії Баратов Микола Миколайович (ТВО);
- 18.06.1917-24.10.1917 — генерал від інфантерії Де-Вітт Володимир Володимирович;
- 02.10.1917- 03.1918 — генерал-лейтенант Одішелідзе Ілля Зурабович.